# Voith-Schneider

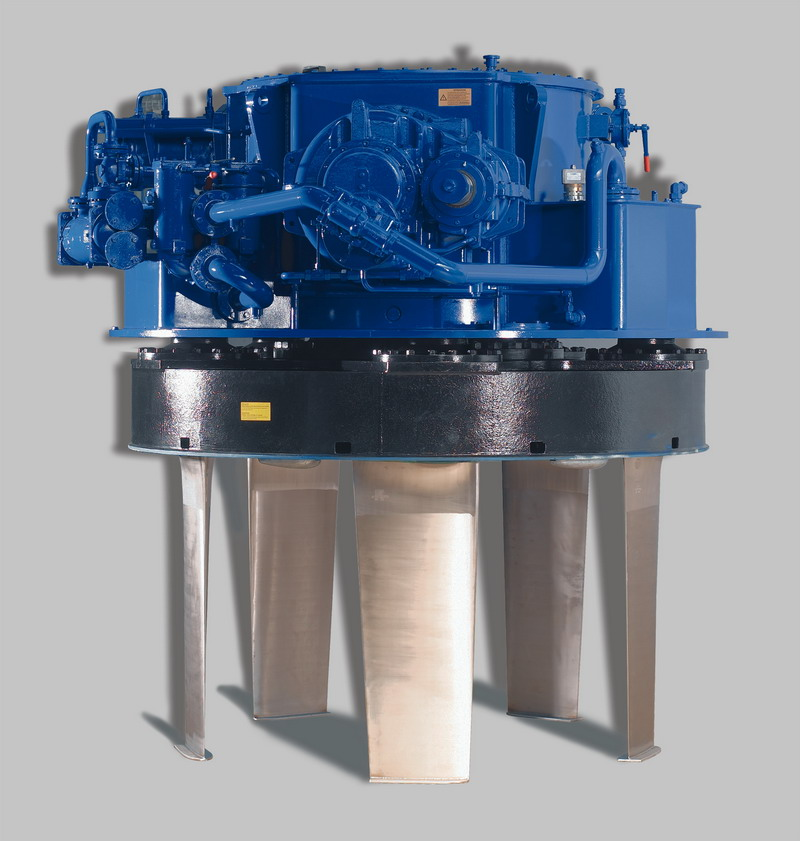
Voithův-Schneiderův lodní šroub

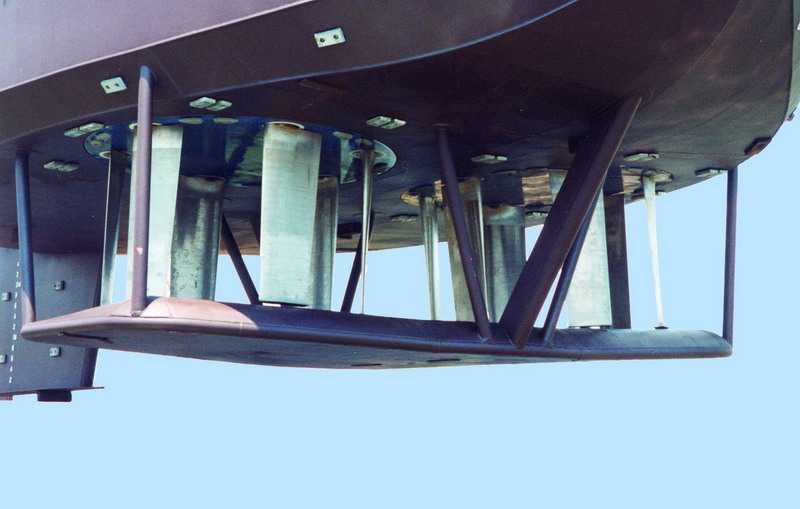
Dvojitý Voithův-Schneiderův lodní šroub na trupu remorkéru.

Voithův-Schneiderův Lodní šroub, také známý jako cykloidní pohon je specializovaný druh námořního pohonného systému. Vyniká vysokou manévrovatelností, jelikož je možné změnit úhel tahu prakticky okamžitě. Nejčastěji je proto využíván na remorkérech a přívozech. Šroub si v roce 1925 nechal patentovat Ernst Schneider a prototyp zkonstruoval roku 1928.
Na kruhové desce, která je umístěna z vnější spodní strany lodi, rotující okolo vertikální osy, jsou po obvodu umístěny lopatky (které mají tvar křídla z křídlového člunu), které mohou samy nezávisle rotovat okolo své vlastní vertikální osy. Vnitřní převod pohonu mění úhel náběhu každé lopatky podle aktuálního umístění na obvodu kruhové desky, takže každá lopatka dodává tah v jakémkoliv požadovaném směru (na velmi podobném principu, jaký je použit pro řízení vrtulníku).
Oproti Z-pohonu (u kterého je řízení prováděno natáčením konvenčního lodního šroubu podle osy stejné jako u kormidla) je změna směru tahu s Voithovým-Schneiderovým pohonem pouze otázkou změny kolektivního náběhu lopatek. V praktickém užití to znamená, že tento pohon nevyžaduje užití kormidla, právě kvůli možnosti okamžité změny tahu. Tento druh pohonu se stává stále běžnějším u pracovních lodí jako jsou remorkéry, hasičské lodě a přívozy u kterých je extrémní manévrovatelnost potřeba.
Z-pohony (a pohony vybavené Kortovou tryskou) mají výhody i nevýhody oproti Voithovu-Schneiderovu pohonu. Z-pohon je méně efektivní a méně manévrovatelný, ale je levnější na pořízení. Provozní náklady jsou ale nižší pro Voithův-Schneiderův pohon, což je mimo jiné i to co se odráží ve zvýšené ceně tohoto pohonu. Výběr je také ovlivněn předpokládaným požadovaným výkonem. Také lopatky vystupující zespodu lodi omezují její použití v mělkých vodách.
Nižší akustická stopa tohoto pohonu je důvodem jeho použití na minolovkách.

Pohyb lopatek
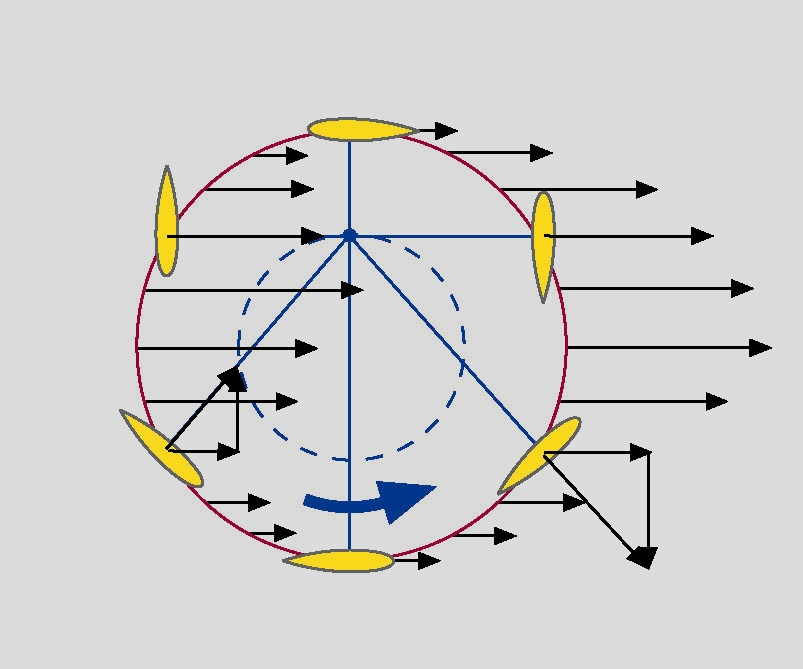
Znázornění sil tahu při použití Voithova-Schneiderova pohonu
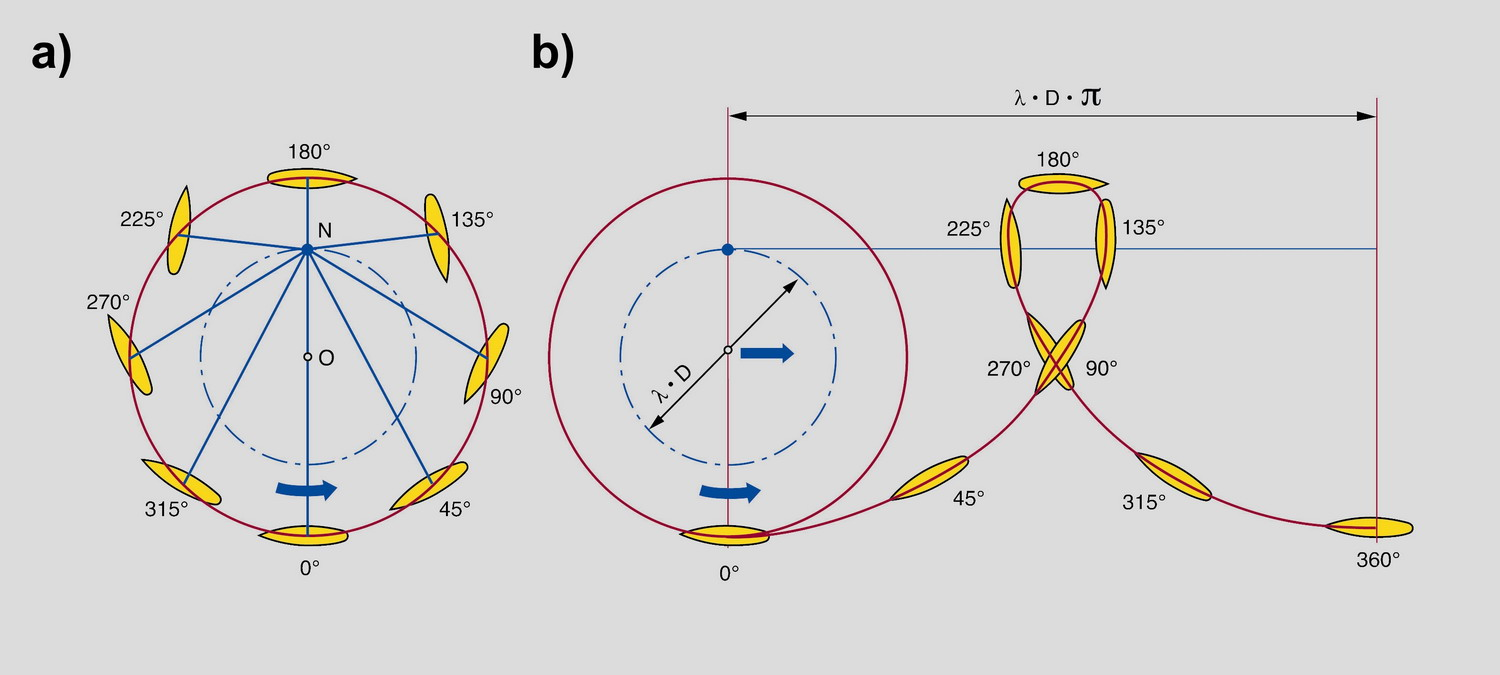
Znázornění cesty lopatky ve vodě